# Baby Gang (rapper)
Baby Gang, pseudonimo di Zaccaria Mouhib (Lecco, 26 giugno 2001), è un rapper italiano di origine marocchina.
È tra gli artisti più ascoltati della sua generazione, le collaborazioni con artisti internazionali e le influenze dalla musica estera gli hanno infatti garantito una fama anche al di fuori dell'Italia.

## Biografia

### Infanzia ed esordi
Zaccaria Mouhib nasce nel 2001 a Lecco da una famiglia marocchina. Cresce tra Lecco e la vicina Calolziocorte per poi trasferirsi in Marocco, dove la madre lo porta a vivere prima a Meknès e poi per un anno a Casablanca. Tornato in Italia, vive in un bilocale in una situazione di grave disagio economico, con sei fratelli e sorelle, e genitori assenti. Nel 2013, mentre frequenta le scuole medie a Ponte in Valtellina, in provincia di Sondrio, decide di non pesare più sulle spalle della famiglia e scappa di casa. In questo periodo viene a contatto con altri suoi coetanei in condizioni simili. I  suoi amici lo avevano soprannominato Baby Gang.

### 2018-2020: I primi singoli e criminalità
Dopo diversi tentativi di fuga dalle comunità in cui viene trasferito, entra in contatto con Don Claudio Burgio, un prete a capo della comunità Kayros, che tenta di allontanarlo dal consumo di droghe e lo aiuta a intraprendere il percorso musicale. Nell'aprile 2018 Baby Gang carica su YouTube il singolo Street, che riscuote un discreto successo, compone poi Fuck la pula, la cui registrazione in studio viene eseguita durante la detenzione. Il pezzo ha però vita breve: una volta pubblicato viene immediatamente cancellato a causa del testo eccessivamente violento e Zaccaria viene arrestato ancora una volta per rapina. 
Nel 2019, dopo essere stato rilasciato, pubblica Educazione e Cella 1, due brani di successo che descrivono la sua esperienza carceraria. In seguito, lui stesso eliminerà la prima delle due canzoni da Spotify perché, a suo dire, si era pentito di averla pubblicata. Sempre su Spotify carica poi il singolo Coco con Il Ghost, rapper italo-albanese classe '98. A inizio 2020 pubblica il singolo Blitz, e sempre nello stesso anno iniziano le sue prime collaborazioni. Pubblica il singolo Bimbi Soldato con l'amico Sacky, ma a causa della presenza di armi nel videoclip vengono perquisiti all'alba dalla Digos, oltre ad essere indagati per i reati di porto illegale di armi in luogo pubblico e apologia di reato. Sempre nel 2020 collabora con il gruppo di Varese 167 Gang pubblicando il singolo Baby gang, e conclude l'anno con i singoli Caramba e Cella 2 ottenendo un buon successo.

### 2021:EP 1,Delinquentee inizio del successo
Zaccaria inizia il 2021 pubblicando il singolo Baby, seguito poi da Treni con Il Ghost che ottiene molto successo. In seguito sarà ospite del singolo Shotta 2 di Vale Pain. Seguono poi i singoli No Parla Tanto e Blitz 2 dove canta in collaborazione con il rapper francese Sofiane. Pubblica poi il suo primo EP di sette tracce chiamato EP 1. Al progetto prendono parte i altri rapper come Il Ghost, Omar, Rondodasosa, Neima Ezza ed Escomar. Viene poi ospitato nel singolo di Simba La Rue Banlieue insieme a Philip. 
Pubblica poi il singolo Alcott Zara Bershka prodotto da Higashi che anticipa il suo primo album Delinquente, pubblicato il 27 Agosto 2021, dove, nello specifico, Zaccaria racconta di come la musica abbia cambiato la sua vita. L'album raggiunge il 7º posto in classifica in Italia grazie alla collaborazione di rapper come Il Ghost, Sacky, Capo Plaza e J Lord, e dai feat internazionali come ElGrandeToto, Moro e Morad. 
È ospite del podcast Muschio selvaggio. Prende poi parte ai singoli Gennaro&Ciro di Sacky insieme all'algerino Lacrim e al singolo Hood Love del produttore Dat Boi Dee insieme a J Lord.

### 2022:EP 2,Mentalitée popolarità
Zaccaria inizia il 2022 pubblicando il singolo Shoot insieme a Sacky e Gazo, prodotto da Nko. Viene poi ospitato nei singoli di Escomar insieme a Simba La Rue Fratello Mio, Maffia di Ashafar e Charitè di Cancun.
Pubblica poi i singoli Paranoia, prodotta da Bobo, e Come Te, prodotta da Trobi, che anticipano il suo secondo EP, EP 2. Con 9 tracce presenti si possono trovare solamente i feat di Sacky e Bené, mentre oltre a Trobi e Bobo c'è Higashi tra i produttori. Nell'album spicca il singolo Mentalité che viene certificato disco di platino e ottiene un ottimo successo all'estero: è il 68º singolo più ascoltato in Svizzera nel 2022, e, nel 2023, il 55º più ascoltato in Germania e il settimo più ascoltato in Svezia.

### 2023:Innocente
Il 17 marzo 2023 Zaccaria è stato ospite del singolo di RAF Camora Connexion. Pubblica poi quattro remix della sua traccia Mentalité insieme ad Ashe 22, Neves17, C.Gambino e Kalim. Il 25 maggio 2023 pubblica il secondo album Innocente, vantando la collaborazione con artisti italiani del calibro di Guè, Emis Killa, Ghali, Rondodasosa, Baby K, Lazza, e internazionali, quali Lacrim e Elai. L'album è prodotto da Bobo, FT Kings e 2nd Roof. Raggiunge il 2º posto in classifica in Italia e risulta essere il ventinovesimo album più ascoltato del 2023. Zaccaria ha pubblicato poi il remix della canzone Napoletano insieme agli SLF come primo estratto della deluxe. Il 6 ottobre 2023 pubblica il singolo Seconda generazione, prodotto da Higashi, secondo estratto dall'edizione deluxe di Innocente, uscita il 13 ottobre. All'interno della deluxe ci sono i feat di Simba La Rue, J Lord e di rapper internazionali come i francesi Maes, Jul e, nuovamente, Morad. 
Nel corso dell'anno è presente in molti altri featuring, come Dov'eri? di Sacky, Caracas, di Ashe 22, Carne Halal di Escomar e Simba La Rue e in John Gotti nel caso di Lacrim. Compare anche nell'album X2VR di Sfera Ebbasta di nuovo insieme a Simba e Geolier nella traccia Calcolatrici.

### 2024-2025: Ulteriori problemi giudiziari eL'angelo del male
Il 20 gennaio 2024 i carabinieri di Lecco lo denunciano per lesioni aggravate perché sarebbe rimasto coinvolto in una vicenda che ha portato al ferimento di una persona che si definisce sua amica, colpita da munizioni metalliche uscite da una pistola ad aria compressa. I carabinieri della Compagnia di Lecco arrestano infine Mouhib Zaccaria in esecuzione di un'ordinanza di aggravamento della misura cautelare dell'obbligo di dimora con gli arresti domiciliari.
Ad inizio 2024 Zaccaria è presente nell'album di Simba La Rue con la canzone Beccaria San Vittore e nel singolo Blocco di Jul. Pubblica poi i singoli Hebs e Karma prodotti da Higashi. Compare poi nel singolo Ma Douce di Gims e In Italia 2024 di Fabri Fibra e Emma. Pubblica poi il singolo Adrenalina insieme a Blanco e Marracash, per poi il 26 aprile 2024 pubblicare L'angelo del male, il suo terzo album in studio. L'album debutta al primo posto in Italia e al quinto il Svizzera e contiene 19 tracce prodotte da Poison Beatz, Higashi e Bobo. All'interno dell'album ci sono solamente collaborazioni italiane; oltre a Marracash e Blanco sono presenti molti artisti già noti al pubblico, come Paky, Jake La Furia, Emis Killa, Geolier, Sfera Ebbasta, Rocco Hunt, Niko Pandetta, Guè, Gemitaiz, MadMan, Fabri Fibra, Lazza, Tedua, Simba La Rue e Rkomi.
Zaccaria tornerà in galera per uso dei social network vietatigli durante gli arresti domiciliari ma venne ufficialmente assolto il primo luglio 2024. 
Dopo essere comparso nell'album di Russ Millions, torna a settembre con il singolo Tu Me Quieres insieme ad Omega (creatore della canzone originale Tu si quieres tu no quieres), prodotto da Higashi e Roberto Ferrante. Compare in seguito nel singolo Hangover di Emma e nei singoli Hania di Accaoui con Lacrim e Coltellino di ElGrandeToto. Il 1° novembre pubblica il singolo Danse con Noizy. Il 10 gennaio 2025 esce il singolo Misère prodotto da Higashi. Rilascia poi il singolo Rassi con ElGrandeToto e compare nel singolo Sexy rave di Fred De Palma e il 18 Luglio del 2025 ricollaborò con Omega in "Kriminal".

## Controversie e vicende giudiziarie
Nell'estate del 2013, a soli dodici anni, in seguito al furto di abiti in alcuni negozi di Torino, Zaccaria e due suoi amici vengono fermati da un poliziotto e trasferiti in una casa famiglia della città.
Nel 2016, all'età di quindici anni, Zaccaria aggredisce un poliziotto, in seguito, secondo la sua versione dei fatti, di un episodio di violenza poliziesca nei suoi confronti. Viene quindi arrestato e recluso nel carcere minorile di Bologna per due mesi, per poi essere trasferito nel carcere Beccaria di Milano.
Nel 2018, a causa di una rapina a mano armata su un treno della ferrovia Milano-Lecco, viene nuovamente arrestato e condotto al carcere minorile di Milano, dove conosce Sacky, anch'egli rapper emergente proveniente dal quartiere milanese di San Siro e di classe 2002.
Nel luglio 2022 viene coinvolto insieme al trapper Simba La Rue in una rissa tra gang ed è stato accusato di violenza e sparatoria in corso Como a Milano, nei confronti di giovani ragazzi senegalesi gambizzati. È condannato insieme a Simba La Rue nel novembre 2023 a 5 anni e 2 mesi di carcere, la condanna viene ridotta in appello a due anni e nove mesi nel luglio 2024.
Nell'ottobre 2024 viene assolto per un'altra presunta rapina in un contesto di spaccio di stupefacenti avvenuto nel 2021.

## Discografia
- 2021 – Delinquente
- 2023 – Innocente
- 2024 – L'angelo del male